# 超女神信仰 ノワール 激神ブラックハート
『超女神信仰 ノワール 激神ブラックハート』（ちょうめがみしんこう ノワール げきしんブラックハート）は、2014年5月29日にコンパイルハートから発売されたPlayStation Vita用シミュレーションRPG。2025年2月13日にはNintendo Switch版が発売された。
『ネプテューヌシリーズ』のスピンオフタイトルで、同シリーズのレギュラーキャラクターの1人であるノワールを主人公に据えている。開発担当はスティングで、同社が過去に手掛けた『Dept. Heaven Episodesシリーズ』のS・RPG作品とのシステム的共通点が多い。

## あらすじ
物語の舞台は超次元ゲイムギョウ界とも神次元ゲイムギョウ界とも違う、ゲイムシジョウ界。ここでも女神たちはシェアをかけて競い合っていた。
その均衡も一人の女神の台頭によって終焉が訪れる。ラステイションの女神「ブラックハート」。他の国が管轄する数多の都市を制圧してその勢力を取り込み、シェア独占を間近に控えるまでになっていた。
しかし、ブラックハート＝ノワールには悩みがあった。シェアを全て奪われてしまっては女神は存在できない。悲願であるシェア独占は他の女神全員の消滅を意味している。流石にそこまではしたくないのだ。
そんな彼女の前に一人の女性が現れる。女性は「エノー」と名乗り、女神を消滅させずに世界を統一する、そんな矛盾する願いを叶える方法があると語る。資格を持った者がシェアの管理を司る「シェアクリスタル」に触れればいいという。
早速シェアクリスタルに訪れたノワールは、シェアクリスタルに接触するも途端に気を失ってしまう。目を覚ました彼女は置かれた状況に愕然とする。直前まで活気溢れていた街に誰もいない。それどころか、モンスターまで現れる始末である。
女神に変身して撃退しようとするも、変身できない。なんとシェアが全て失われていたのだ。こうなるともはやただの人間と変わりなく、モンスターに太刀打ちなどできない。絶望に打ちひしがれ、ノワールは為すすべもなく殺されそうになってしまう。
しかし、ちょうどその頃職を探して街を訪れていた一人の少年が、ノワールをなんとか助け出す。ともに逃げた先で少年は落ち込むノワールを励まし、目の前の弱々しい少女をただ助けたいと強く想った。
そんな真摯な想いがシェアとなり、ノワールに力を取り戻させる。モンスターの撃退に成功したノワールはシェアの大切さを悟り、自らのミスで破綻させてしまった世界を戻すために行動を開始するのであった。

## 登場人物
女神たちの服装やプロセッサは神次元のものとなっている。

また、超次元シリーズとは異なりメーカーキャラは登場しない。代わりに「武将」と呼ばれる女神同様シェアの力を受けることができるキャラクターが存在している。

### 主要人物
ノワール / ブラックハート
声 - 今井麻美
本作の主役にしてヒロイン。
他のキャラクターとの接触から人間的に成長していく。また、同時に秘書官にはツンデレな態度を見せるようになっていく。
女神化すると次の2ターンは2回行動できるという、強力なアタッカーである。
秘書官
声 - なし
本作の主人公。グラフィックや固有名はない。何があってもノワールへの信頼が揺るがないなど、真摯な性格。他のキャラクターからの人物評価は高く、天然ジゴロ化している時がある。
ネプテューヌ / パープルハート
声 - 田中理恵
シリーズの主人公。
ブラン / ホワイトハート
声 - 阿澄佳奈

ベール / グリーンハート
声 - 佐藤利奈

イストワール
声 - かないみか
本作は『V』の神次元仕様で登場。

### ゲイムシジョウ界の武将
リッド
声 - 上坂すみれ
モチーフはKONAMIより「メタルギアソリッド」シリーズの主人公であるソリッド・スネーク。
左目にはスコープらしきものがついた眼帯をしている。トラップを仕掛けたりナイフを扱うのに長けるが、動揺すると大抵噛む。やや臆病者で、ダンボールが安住の場所。
武器はナイフ。序盤では貴重な長距離スキルの持ち主。ただし、所持スキルが全て物理攻撃スキルで段差補正も低い。
エステル
声 - 内田真礼
モチーフはスクウェア・エニックスより「ドラゴンクエストIII そして伝説へ…」の勇者。
一人称は僕。一見して勇者な格好をしており、「伝説的」という言葉を度々使う。
武器は剣。持っている盾も武器に合わせてスライヌ・スライヌベス・ゴールデンスライヌ（仮称）と変化していくが、物理防御力は変化しない。攻撃スキルは近接攻撃が多い。広範囲内にいる全キャラクターのクリティカル率を引き上げるスキルを持つ。リーダー時の効果はドラゴン系モンスターなどが有している広範囲石化スキルの無効化。
モルー
声 - 徳井青空
モチーフはCAPCOMより「モンスターハンター」シリーズの不思議な猫、アイルー。
喋る時は平仮名が多いなど、やや精神年齢が低め。ブランの元部下。
武器はハンマー。近距離攻撃・直射攻撃・ステータス強化など、広い範囲でスキルを習得する。必殺技は攻撃範囲は狭いが「フリーズバグ 付与（成功率100%）」という特性を持っている。
ツネミ
声 - 巽悠衣子
モチーフはSEGAより「初音（ハツネ）ミク」シリーズの主人公だが、デザインはインティ・クリエイツより「ガンヴォルト」シリーズのヒロイン。
丁寧口調で表情が少ない。ただし、歌を歌っているときは表情を出すことが出来る。許可を得たとはいえ、リッドが入っているダンボールの上で歌うなどやや常識に欠けるところがある。ネプテューヌの熱心な信仰者。
武器はメガホン。攻撃スキルは全て放射状に広がるため、多くの敵を攻撃できる。
サンゴ
声 - 福沙奈恵
モチーフはコーエーテクモゲームスより「三國無双（さんごくむそう）」。
一人称は「妾」。高慢な性格で住民たちに貢がせたりしていた。ただし、意外と打たれ弱い性格。
武器は槍。近接キャラクターながら、射程の長い技が多い。また、アビリティにより防御力が高い。また、必殺技は確率は低いが広範囲にフリーズバグを付与できるという、制圧力に長けた特性を持つ。
リーファイ
声 - 大坪由佳
モチーフはCAPCOMより「ストリートファイター」、衣装は春麗。
語尾に「アル」がつく。戦闘好きな性格で、よく強い者を探している。
武器は篭手。近距離スキルが多いが、ジャンプ力 や移動力がほかのキャラクターに比べて高いので踏破性が高く、間合いを詰めやすい。遠距離攻撃も習得する。
アイン・アル
声 - 大西沙織
モチーフはSQUARE ENIXより「ファイナルファンタジー（FIN<INE>-AL FANTASY）」シリーズ、性格はクールだが「VII」の主人公であるクラウド。
中二病的言動を繰り返すが、たまに素に戻る。エステルとはよく喧嘩をしているが、周囲からは仲がいい証拠として見られている。実力は完全に互角らしい。
武器はガンブレード。スキルはエステルと似た傾向だが、範囲攻撃が多い。
レストア
声 - 小岩井ことり
モチーフは同会社より「アガレスト戦記」シリーズ。
大人しく謙虚な性格だが、時々毒のある発言をする。子供の作り方を教えてもらいたがるなど、ませている所も。好きなものはバナナ。
武器はロッド。蘇生・異常回復など回復系スキルが多い。また、リッド同様序盤では貴重な遠距離スキル持ち。必殺技は威力値は最低だが高度無視・広範囲を対象とする。
サオリ
声 - 諏訪彩花
モチーフはKONAMIより「ときめきメモリアル」のヒロインである藤崎詩織（ふじさき しおり）。
愛を強く信じる少女。秘書官に惚れ込み、ノワールにライバル宣言をする。彼女が管轄する都市には伝説の樹がある。
武器はラブレター。全てのスキルが長射程スキルという砲撃キャラクター（バステ傾向）。また、4つある攻撃スキルのうち3つが与ダメージ比例のSP回復効果を持つため、継戦能力が高い。
ウィン
声 - 吉田仁美
モチーフはKONAMIより「ウイニングイレブン（Winning Eleven）」スポーツ好きで、直情型。モルー同様、やや精神年齢が幼い。驚異的なシュート能力を持ち、某イレブンと同レベル扱いされた。
武器はサッカーボール。通常攻撃は直線限定だが射程が長い。スキルも攻撃スキルのうち2つは直線である。また、オブジェクトの投擲距離も長い。敵がいないと使えないスキルしか持たない。
レディ・ワック
声 - 佐久間紅美
モチーフはBANDAI NAMCO Entertainmentより「パックマン（PAC-MAN）」の女主人公である。
他の武将に比べて古い世代の武将らしく、年齢を気にしている。女神いわく、武将の中でもトップクラスの実力を持つ。目は前髪で隠れているが、派手に動いたりした時などに赤い目を確認することができる。
武器はステッキ。高い移動力に加えて変身後の女神同様段差を完全に無視して移動できる他、範囲内の移動力・ジャンプ力を上昇させたり自分と他の味方キャラクターの位置を入れ替えるなど移動のエキスパート。リーダー効果はジャンプ力アップ。また、攻撃スキルは全てダメージ吸収能力を持つ。
ブロッサ・愛染
声 - 寺崎裕香
モチーフはSEGAより「サクラ大戦」シリーズだが、スキルは「宝塚歌劇団」シリーズ。
凛々しい性格で、カリスマ性が高い。男装がよく似合うが、舞台を演る際はちゃんと女性役もこなせる。ネプテューヌの熱心な信仰者。ブロッサムとは花のことで、武器であるレイピアに桜があしらわれている。
武器はレイピア。物理キャラクターながらスキルのほとんどは離れたキャラクターを対象にできる。回復こそできないが、サポート・遠距離攻撃・状態異常とバランスよく習得する。
ビオ
声 - 高橋あみか
モチーフはCAPCOMより「バイオハザード（BIOHAZARD）」シリーズの主人公であるジル・バレンタイン。
ブロッサとは別ベクトルで凛々しい気質だが、面倒くさくなるとロケットランチャーをぶっぱなそうとする。腐女子。肩には傘を持った怪物のような人形を乗せている。
武器は銃。銃による直線攻撃スキルや回復スキルを持つ。アビリティにより、毒と混乱という2つのバステ耐性を持つ。必殺技は相手の防御力を激減させる「豆腐」の状態異常を付与するというモルーとは別ベクトルで強力な特性を持つ。
増嶋愛
声 - 明坂聡美
モチーフはBANDAI NAMCO Entertanmentより「アイドルマスター」の人物の一人。
アイドルなのだが、まだローカルレベルらしくそのことを気にしている。本作での、ベールの妹キャラ担当。他の女神のことはちゃん付で呼ぶ。
武器はマイク。ツネミ同様攻撃・補助スキルともにほとんどが放射状に放たれるため、比較的多くのキャラを対象とすることができる。必殺技は自分を中心に広範囲の味方の全能力および移動力をアップさせるというサポートタイプ（ジャンプ力は上がらない）。
ジェネリア・G
声 - 仙台エリ
モチーフはBANDAI NAMCO Entertainmentより「SDガンダム Gジェネレーション」シリーズ。
話す際語尾に「であります」を付ける。ロボ好きであり、人体改造をしようとするなどマッドサイエンティストなところがある。服装は赤・青・黄・白を基調としている。
武器はスパナ。スキルは威力が低めだが、射程は比較的長く段差を無視できるスキルがいくつかある。
リトル・レイン
声 - 寺本治子
モチーフはアイディアファクトリーより「スペクトラルフォース」の人物の一人、リトルスノーだが、スノー（雪）からレイン（雨）に変更される。
やや世間知らずで大人しい性格。そのため、自分の都市の住人に騙され、自ら監禁状態になっている。そのため、異変発生から長い間、外で何が起きているのか全く把握していなかった。
武器は杖。レストアと比べると攻撃スキルが多いヒーラーで、比較的消費SPが多め。スキル自体はバランスよく習得するが、器用貧乏なところがある。必殺技は範囲内の複数人のHPを回復させ、継続回復効果を付与する特性を持つ。
プーナ
声 - 伊藤梨花子（現・逢田梨香子）
モチーフはコーエーテクモゲームスより「オプーナ」。
のんびりとした性格で、間延びした喋りをする。頭部にあるボンボンは彼女の都市の特産品らしく、ふわふわ浮いている。ブランの元部下。
武器はボンボン。移動力は低いが長射程や広範囲のキャラクターを攻撃・回復できるという砲撃キャラクター。
リューカ
声 - 南條愛乃
モチーフはSEGAより「龍が如く」シリーズの主人公である桐生一馬（きりゅう かずま）。
姉御肌的な性格。普段は落ち着いているものの、スキルなどでブラン同様怖い顔を見せる。ネプテューヌの熱心な信仰者。
武器は酒瓶。範囲攻撃や攻撃力を上げるスキルが2つあるなど、攻撃よりの能力を持つ。また、段差無視のスキルが多い。

### DLCの追加メンバー
アイエフとコンパはゲハピクでも登場している。
アイエフ
声 - 植田佳奈

コンパ
声 - さかいかな（旧名：酒井香奈子）

スティング
声 - 野中藍

ティアラ
声 - 石原夏織
『フェアリーフェンサー エフ』からゲスト参戦。

### 敵
マジェコンヌ
声 - たかはし智秋
エノーと名乗り、ノワールを利用してゲイムシジョウ界を混沌に陥れた黒幕。

## 主題歌
オープニングテーマ「漆黒のサステイン」
作詞 - 夏瞳 / 作曲 - 藤井雄大 / 編曲 - 奥山アキラ / 歌 - 今井麻美
エンディングテーマ「Hug」
作詞・作曲・歌 - marina / 編曲 - 白井アキト・秋月須清